# حديقة بيناكلز الوطنية
منتزه بيناكلز الوطني (بالإنجليزية: Pinnacles National Park) هو منتزه وطني أمريكي يحمي منطقة جبلية تقع شرق وادي ساليناس في وسط كاليفورنيا، على بعد حوالي خمسة أميال (8.0 كم) شرق سوليداد و80 ميلاً (130 كم) جنوب شرق سان خوسيه. المتنزه عبارة عن بقايا متآكلة للنصف الغربي من بركان خامد على صدع سان أندرياس. تتم إدارة بيناكلز بواسطة إدارة المتنزهات الوطنية وغالبية المنتزه يخضع للنظام الوطني للمحافظة على البرية.
المتنزه الوطني مقسم إلى قسمين شرقي وغربي، متصلين فقط من خلال مسارات للمشاة. الجانب الشرقي مظلل ويتوفر على مجرى مائي، والجانب الغربي له أسوار عالية من التشكيلات الصخرية والتي توفر قممًا مذهلة تجذب متسلقي الصخور. تتميز الحديقة بكهوف تالوس الغير عادية والتي تضم ما لا يقل عن 13 نوعًا من الخفافيش. غالبًا ما تتم زيارة القمم في الربيع أو الخريف بسبب الحرارة الشديدة خلال فصل الصيف. تعد أراضي المتنزهات موطنًا رئيسيًا لصقور البراري، وهي موقع لإطلاق طيور الكندور في كاليفورنيا.
تم إنشاء بيناكلز في الأصل كنصب تذكاري وطني في عام 1908 من قبل الرئيس ثيودور روزفلت، وأعيد تصميمه كمتنزه وطني في عام 2013.

## أنظر أيضا
- منتزه جبل روكي الوطني
- حديقة ثيودور روزفلت الوطنية
- حديقة مضايق كيناي الوطنية
- منتزه الرمال البيضاء الوطني
- منتزه ومحمية مضيق النهر الجديد الوطنية